# احتيوش فرج احتيوش
احتيوش فرج احتيوش (مواليد 1 أبريل 1953) هو جراح ليبي، شغل منصب وزيرالصحة، وكان من بين الفريق الأول الذي اجرى جراحة المناظير للكبد والبنكرياس، والقنوات الصفراوية، وزراعة الأعضاء في ليبيا.
يعمل حاليًا رئيس قسم الجراحة في مستشفى طرابلس المركزي  ورئيس الأقسام الجراحية بكلية الطب 

## النشأة
نشأ احتويش في أسرة سياسية وكان عمه الأكبر عضوا في مجلس النواب وعمه الأصغر سفير ليبيا في عدة دول مثل إسبانيا والعراق وكان جده شيخ قبيلة.
تزوج احتويش في 16 سبتمبر 1982 وله خمسة أبناء ولدان وثلاث بنات وألتحق جميعهم بكلية الطب.

## تعليم
كان احتيوش متفوق في دراسته وتخرج من المرحلة الثانوية في سن مبكر، درس الطب في جامعة بنغازي حيث تحصل على شهادت تخرجه في عام 1979 وتحصل أيضا على درجة الماجستير في عام 1986 وعلى الدكتوراه في عام 1988 وأخصائي جراحة في عام 1988 من جامعة زغرب.

## مهنة طبية
بدأ احتويش حياته المهنية كجراح في عام 1979 في مستشفى طرابلس المركزي، ثم أصبح فيما بعد مديراً للمستشفى من عام 1982 إلى عام 1983 وشغل أيضا منصب رئيس جامعة طرابلس حيث منع أساتذة الجامعة من إعطاء دروس خصوصية مدفوعة الأجر لطلاب الجامعة وبالتالي لا يمكن لجميع الطلاب الدراسة إلا في الجامعة مجانًا.
كان مديرًا لمركز الأبحاث الطبية والدوائية من عام 1990 إلى عام 1999.

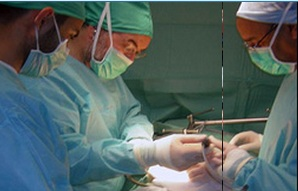
د. احتيوش يجري عملية زرع عضو لمريض

## زراعة الأعضاء
طور احتويش زراعة الأعضاء في عام 2003 عندما أسس البرنامج الوطني لزراعة الأعضاء وشغل منصب رئيس الهيئة الوطنية لزراعة الاعضاء والانسجة والخلايا من عام 2003 حتى الوقت الحاضر، أجرى احتويش أكثر من 650 عملية زرع أعضاء، حقق البرنامج نسبة نجاح عالية حيث بقي 95% من الذين يتلقون عمليات زرع الأعضاء على قيد الحياة بعد السنة الأولى.

## كتب طبية
- مبادئ الجراحة العامة
- زراعة الكبد بالنقل
- زراعة الكلى
- أخلاقيات زراعة الأعضاء

## روابط خارجية
- السيرة الذاتية لوزير الصحة و البيئة السابق
- ليبيا تحقق نتائج هامة في زراعة الكلى